# Релеј
Релеј (понекад реле) је направа која се користи за прекидање или успостављање струјног кола путем електромагнета који отвара и затвара струјне контакте. Оваква врста релеја се назива електромагнетски релеј. 
Уз ову врсту, постоји и електронски релеј (енгл. solid state relay) код којега прекапчање струјног кола врше полупроводнички елементи. Код оваквог типа релеја, такође је обезбијеђено физичко раздвајање два дијела кола, дакле између њих нема електричних веза. 
Електромагнетни релеји користе механички помјерај котве како би обезбиједили промјену стања у колу (улога прекидача), а код електронских релеја најчешће се користе фотоосјетљиви елементи, често ЛЕД као давач сигнала у примарном колу, а фототранзистор као примач сигнала у секундарном колу.

## Историја
Године 1809 Самуел Томас фон Семеринг је дизајнирао релеј као део његовог електрохемијског телеграфа.
Амерички научник Џозеф Хенри се често наводи као изумитељ релеја из 1835. Он је то учинио да би побољшао своју верзију електричног телеграфа, који је био развио 1831. године. Према другим изворима енглески изумитељ Едвард Дејви „засигурно је изумио електрични релеј” за свој електрични телеграф око 1835. године.
Једноставни уређај, који се сада назива релеј, укључен је у оригинални телеграфски патент из 1840. године Самјуела Морзеа. Описани механизам је функционисао као дигитално појачало, понављајући телеграфски сигнал, и тако омогућавајући сигналима да се шире колико је пожељно. Реч релеј појављује се и у контексту електромагнетних операција из 1860. године.

## Принцип рада
Електромагнет се обично састоји од многобројних намотаја изоловане бакарне жице на гвозденом језгру. Када струја тече кроз жицу (примарно струјно коло), око електромагнета се ствара магнетско поље које привлачи гвоздену котву. Котва носи на себи електричне контакте, који онда отварају или затварају секундарно струјно коло (струјни круг).
Када се прекине струја кроз електромагнет, он више не привлачи гвоздену котву, и она са враћа у полазни положај, обично уз помоћ опруге. Тиме електрични контакти прекидају или успостављају струјно коло.

## Дијелови релеја
Јарам или рам на себи држи електромагнет, који привлачи гвоздену котву. 
Котва успоставља или прекида низ електричних контаката, а враћа се у полазни положај уз помоћ опруге, кад кроз електромагнет више не тече струја.

## Врсте
Постоје обични (неутрални) и поларизовани електромагнетски релеји. 
Код обичних, котва од гвожђа ће бити привучена независно од смјера струје, дакле раде и на наизмјеничну и на једносмјерну струју. 
Поларизовани релеји користе стални (перманентни) магнет, па су осјетљиви само на један смјер струје.

## Подјела по функцији
Могу бити: 
- опште употребе,
- аутомобилски,
- телефонски,
- телеграфски,
- фреквентни,
- индукциони,
- струјни,
- струјно-напонски и други.

## Контакти

### Нормално отворени и нормално затворени контакти
Већина релеја има више парова контаката. 
Да би се разјаснила операција истих, узима се да је нормално стање када струја не тече кроз електромагнет (релеј је искључен). 
Тако ако је наведено да је одређени пар контаката нормално отворен, то значи да су ти контакти отворени кад је релеј искључен (нема струје кроз електромагнет), а затворени кад је релеј укључен.
Обрнут случај вриједи за нормално затворене контакте.

### Струја контаката
Прекопчавање једносмјерних струја је теже јер при сваком раздвајању контаката долази до искрења. 
Код наизмјеничне струје, долази до минимума струје 100 или 120 пута у секунди па контакти имају дужи вијек трајања.
Контакти су метални, често пресвучени слојем платине или сребра ради боље проводности.

## Радни напон и струја
Обично су дати подаци слични овима: 12 Vdc, 120 Vac, 3 A. 
То значи да је радни напон електромагнета 12 V једносмјерног напона, а контакти су предвиђени за прекопчавање наизмјеничног напона 120 V, највеће струје не веће од 3 А. Чести радни напони електромагнета (завојнице, примарног кола) релеја су 5, 12, 24 V.  Чести радни напони контаката су 12 и 24 V истосмјерног напона, и 120 и 220 V измјеничног напона.